# 井原茂次郎
井原 茂次郎（いはら しげじろう、1893年（明治26年）10月12日 - 1956年（昭和31年）5月31日）は、大日本帝国陸軍軍人。最終階級は陸軍少将。

## 経歴
1893年（明治26年）に山口県で生まれた。陸軍士官学校第27期、陸軍大学校第36期卒業。1938年（昭和13年）7月15日に陸軍砲兵大佐進級と同時に留守第3師団参謀長に着任。1940年（昭和15年）12月に第3高射砲隊長に転じ、1941年（昭和16年）8月22日に第13野戦防空隊司令官（関東軍・第3軍）に就任し、10月15日に陸軍少将に進級した。
1942年（昭和17年）4月に第9砲兵団長（第3軍）に就任し、1943年（昭和18年）6月に西部防空旅団長、1944年（昭和19年）6月に西部高射砲集団長、1945年（昭和20年）4月1日に西部軍砲兵隊長を歴任した。同年6月12日に第6砲兵司令官（第2総軍・第16方面軍・第56軍）に転じ、福岡県で本土決戦に備える中で終戦を迎えた。
1947年（昭和22年）11月28日、公職追放仮指定を受けた。